# Plan d'eau
(Passage inédit) Un plan d'eau est une masse d'eau, plus ou moins permanente, qui peut être douce, salée ou saumâtre, souvent caractérisée par des courants qui ne suivent pas la pente du fond et une stratification thermique de la densité[source détournée]
Par opposition aux masses d'eaux vives, il s'agit d'un écosystème lentique.

## Exemples
Parmi les plans d'eau se trouvent par exemple :
- les lacs, dont les étendues d'eau des barrages, qui sont des lacs-réservoirs artificiels ;
- les étangs ;
- les mares ;
- les bassins d'eau vive ou stagnante.